# 青衣西路
青衣西路（英語：Tsing Yi Road West）是香港的一條道路，位於新界青衣島上，為該島的主要道路之一。道路北端連接楓樹窩路，南端連接青衣路。這條道路是連接青衣西至青衣南工業區主要道路之一。為青衣新市鎮發展之一。道路的其中一段為寮肚橋，是香港少數跨越山谷的行車天橋。
1997年5月，青嶼幹線通車，大量來自荃灣及葵青的車輛需要經過青衣市中心進出青嶼幹線，導致青衣西路使用狀況出現飽和，直至2002年2月青衣北岸公路通車後，情況大大改善。

## 沿路重要地點
- 長康邨
- 長亨邨
- 曉峰園
- 青華苑

## 交匯道路
- 青衣路
- 西草灣道
- 長青公路
- 青芊街
- 青康路
- 寮肚路
- 楓樹窩路